# Meliorations- und Vermessungsamt des Kantons Zürich

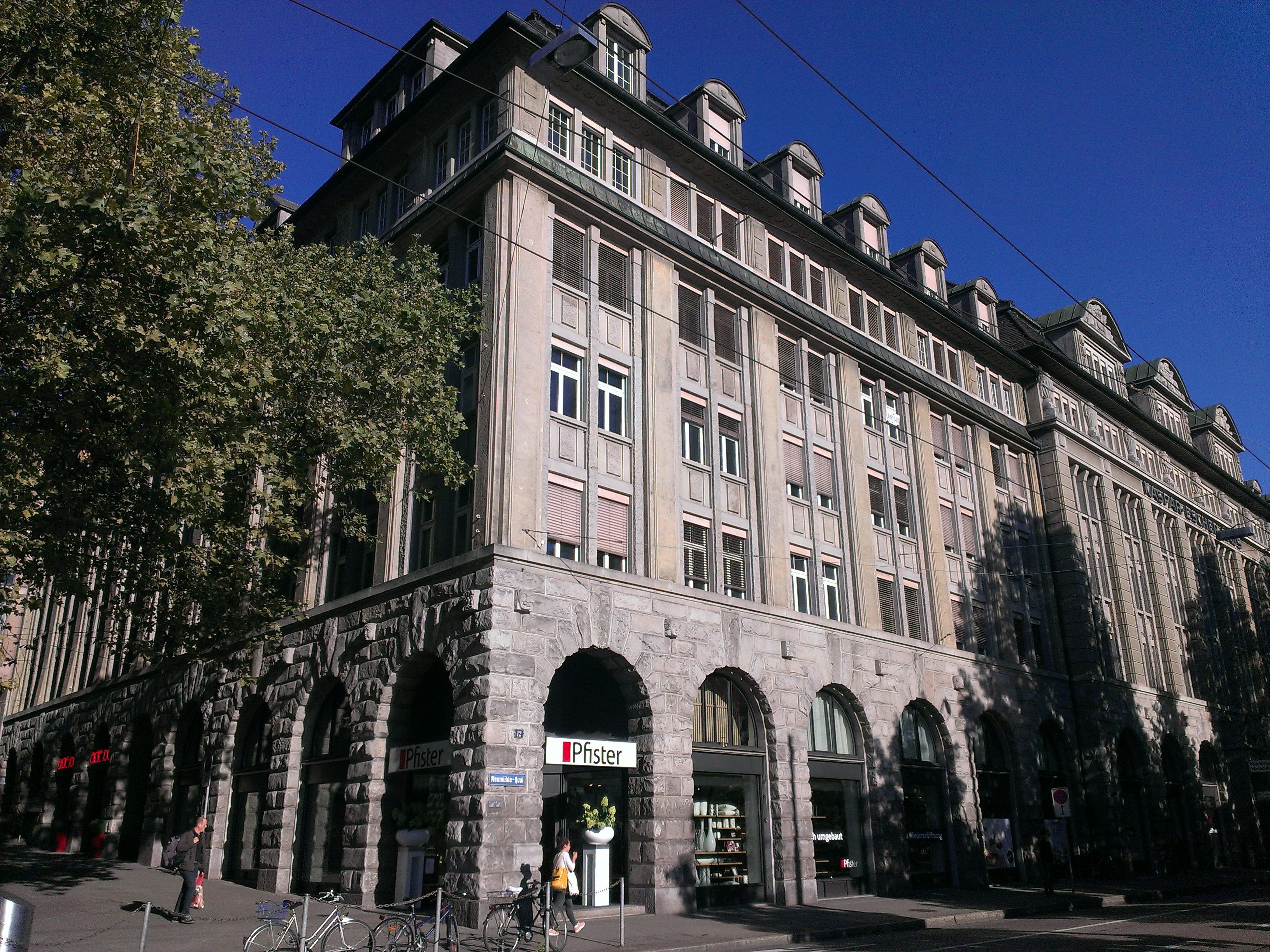
Kaspar-Escher-Haus, Stadt Zürich, in welchem das Meliorations- und Vermessungsamt des Kantons Zürich gewirkt hatte.

Das Meliorations- und Vermessungsamt kurz MEVA war bis 1998 ein Amt der Verwaltung des Kantons Zürich mit Aufgaben im Bereich Meliorationen und Vermessung.

## Geschichte
In der Direktion der öffentlichen Arbeiten wurde 1865 die Stelle eines Kataster-Verifikators geschaffen. Die Wahl und Oberaufsicht oblag dem  kantonalen Obergericht.
Das Katasterbüro wurde 1897 geschaffen. Das kulturtechnische Büro entstand 1898 durch zwei geschaffene Stellen, die mit einem Kulturtechniker und einem Adjunkten besetzt wurden. Das kulturtechnische Büro und das Katasterbüro wurden 1900 der neu geschaffenen Volkswirtschaftsdirektion unterstellt. Die beiden Abteilungen erhielten 1920 neue Namen: das kulturtechnische Büro hiess neu Meliorationsamt und das Katasterbüro Vermessungsamt. Das Vermessungsamt wurde 1938 von der Volkswirtschaftsdirektion abgetrennt und der Direktion des Innern zugeteilt.
Das Vermessungsamt wurde 1941 mit dem Meliorationsamt zum Meliorations- und Vermessungsamt in der Volkswirtschaftsdirektion vereinigt. Es entstanden die Abteilungen Meliorationswesen und Vermessungswesen. 1943 erfolgte die Errichtung der Kartenzentrale, welche unter anderem für die Nachführung des kantonalen Übersichtsplanes sorgte und auch Ortspläne für einzelne Gemeinden erstellte.
Das Amt hat 1990 32 Blätter der Wildkarte als Faksimile-Ausgabe herausgegeben.
Das GIS-Zentrum des Kantons Zürich wurde 1990 als neue Abteilung zur Koordination des Geografischen Informationssystems des Kantons Zürich geschaffen.
Von 1990 bis 1998 wurde das Amt von Fritz Zollinger geführt. Die Abteilungen Vermessungs- und Meliorationswesen wurden 1998 getrennt. Das Vermessungswesen und das GIS-Zentrum wurden der Baudirektion unterstellt. Das Meliorationswesen blieb bei der Volkswirtschaftsdirektion und wurde später durch die Abteilung Landwirtschaft (ALA) im Amt für Landwirtschaft und Natur der Baudirektion übernommen.

## Aufgaben (Auswahl)
- Meliorationswesen
  - Güterzusammenlegungen
  - Landwirtschaftlicher Hochbau
  - Beitragszahlungen an die Landwirtschaft
- Vermessungswesen
  - Leitung und Verifikation amtliche Vermessung
  - Unterhalt Triangulationsnetz 4. Ordnung
  - Nachführung Übersichtsplan
- Geografisches Informationssystem (GIS)
  - Bereitstellung raumbezogener Daten
  - Koordination der raumbezogenen Datenverarbeitung

## Publikationen
- Othmar Hiestand und Fritz Zollinger: Melioration – traditionsreicher Begriff mit neuem Inhalt In:  Umweltpraxis, Oktober 1995
- Andreas Kleiner und Heinz Trachsler: GIS-ZH: Das Geographische Informationssystem des Kantons Zürich, doi:10.5169/seals-235126#32 In: Vermessung, Photogrammetrie, Kulturtechnik (VPK), Band 94, 1996
- Andreas Kleiner: Vom Papier zur unentbehrlichen interaktiven Karte In:  Zürcher Umweltpraxis (ZUP), 2023

## Meliorations- und Vermessungsämter in anderen Kantonen
Auch in anderen Kantonen existierten in der Vergangenheit Meliorations- und Vermessungsämter so z. B. im Kanton Graubünden und Kanton St. Gallen, während im Kanton Basel-Landschaft und Kanton Aargau  ein Vermessungs- und Meliorationsamt existierte.
In der Schweiz existieren heute keine Amtsbezeichnungen Meliorations- und Vermessungsamt resp. Vermessungs- und Meliorationsamt mehr. Entweder sind die Aufgaben wie im Kanton Zürich in unterschiedliche Bereiche verteilt worden (Melioration zu Landwirtschaft, Umwelt usw. resp. Vermessung z. T. in Geoinformation) oder der Aufgabenbereich ist wie im Amt für Landwirtschaft und Geoinformation des Kantons Graubünden erweitert worden. Zudem hat sich auch der Begriff Melioration stark gewandelt resp. wird z. T. nicht mehr verwendet.

## Beziehung zwischen Melioration und Vermessung
Die Vermessung spielt bei der Verteilung und Besteuerung des Bodens wie auch zur Sicherung der Rechte am Boden eine wichtige Rolle. Daneben war die Vermessung früher auch bei der Bewertung, dem Wegebau und der Neuzuteilung bei Güterzusammenlegungen (Österreich: Zusammenlegung, Deutschland Flurbereinigung) ein wichtiges Grundlageinstrument. Die Funktion der Vermessung war früher wichtiger als heute, wo sich der Raumbezug mit Hilfe von Global Positioning System und Geoinformationssystem relativ einfach herstellen lässt. Der frühere enge Zusammenhang zwischen der Kulturtechnik, welche sich mit der Verbesserung (Melioration) von Bodenkulturen befasste und der Vermessung dürfte auch Grund für die Kombination der ehemaligen Abteilung Kulturtechnik und Vermessung an der ETH Zürich (heute Departement für Bau, Umwelt und Geomatik) wie auch für die Kombination vom Meliorations- und Vermessungswesen bei kantonalen Amtsstellen gewesen sein.